# アドリアン・ルディック
アドリアン・ルディック（Adriaan Ludick、1998年7月22日 - ）は、USAリモージュに所属するラグビーユニオン選手。

## プロフィール
- ナミビア出身[1]。
- ポジションはロック(LO)。
- 身長 198cm、体重 124kg
- 兄のルアンもラグビー選手(ナミビア代表)[2]。
- ナミビア代表キャップは7（2025年2月現在）でラグビーワールドカップ2023のナミビア代表に選ばれた[3]。

## 略歴
2021年、USAリモージュに加入。